# 1952년 동계 올림픽 레바논 선수단
1952년 동계 올림픽 레바논 선수단은 노르웨이 오슬로에서 개최된 1952년 동계 올림픽에 참가한 올림픽 레바논 선수단이다.

## 알파인 스키
남자부
| 선수          | 종목   | 1차시기   | 1차시기 | 2차시기   | 2차시기   | 총계      | 총계      |
| 선수          | 종목   | 시간      | 순위    | 시간      | 순위      | 시간      | 순위      |
| ------------- | ------ | --------- | ------- | --------- | --------- | --------- | --------- |
| 이브라힘 자자 | 활강   |           |         |           |           | 3:20.2    | 57        |
| 이브라힘 자자 | 대회전 |           |         |           |           | 3:52.8    | 82        |
| 이브라힘 자자 | 회전   | 완주 못함 | –       | 출전 불가 | 출전 불가 | 출전 불가 | 출전 불가 |

## 참조
- 올림픽 공식 결과 보관됨 2012-02-04 - 웨이백 머신